# Slag bij Medina de Rioseco
De Slag bij Medina de Rioseco vond op 16 juli 1808 plaats tussen de legers van het Franse Keizerrijk en Spaanse leger ten tijde van de Spaanse Onafhankelijkheidsoorlog. De Franse generaal Jean-Baptiste Bessières wist de gecombineerde legers van de Spaanse bevelhebbers Joaquín Blake en Gregorio de la Cuesta te verslaan.

## Aanloop
Nadat de Spaanse opstand tegen de Fransen zich steeds meer verbreidde over het land ging de Franse bezetter al gauw over tot het neerslaan van de opstand. De Galicische provincies, maar ook de provincies aan de Golf van Biskaje waren een belangrijke brandhaard in de Spaanse opstand. In juni kreeg de Franse generaal Jean-Baptiste Bessières de opdracht om de strategisch liggende plaats Santander te veroveren. Een maand later ontving Bessières orders van Napoleon om zijn offensief in westelijke richting te herstarten.
Het Galicische leger onder de leiding van Joaquín Blake werd aangevuld met de milities van Gregorio de la Cuesta. Cuesta was voor een herovering van de stad Valladolid en wist zo'n 350 cavaleristen bij elkaar te krijgen. Ondanks Cuesta's inspanningen om een groot leger op de been te brengen was Blake van mening dat het beter was om niet in gevecht te gaan met Grande Armée op het open veld. Tegen de adviezen van Blake in marcheerde hij met zijn leger richting Valladolid om daar in de buurt Bessières te kunnen treffen. Blake marcheerde hem in alle haast achterna. Op 14 juli vonden de twee legers elkaar in de buurt van de plaats Medina de Rioseco.

## De slag

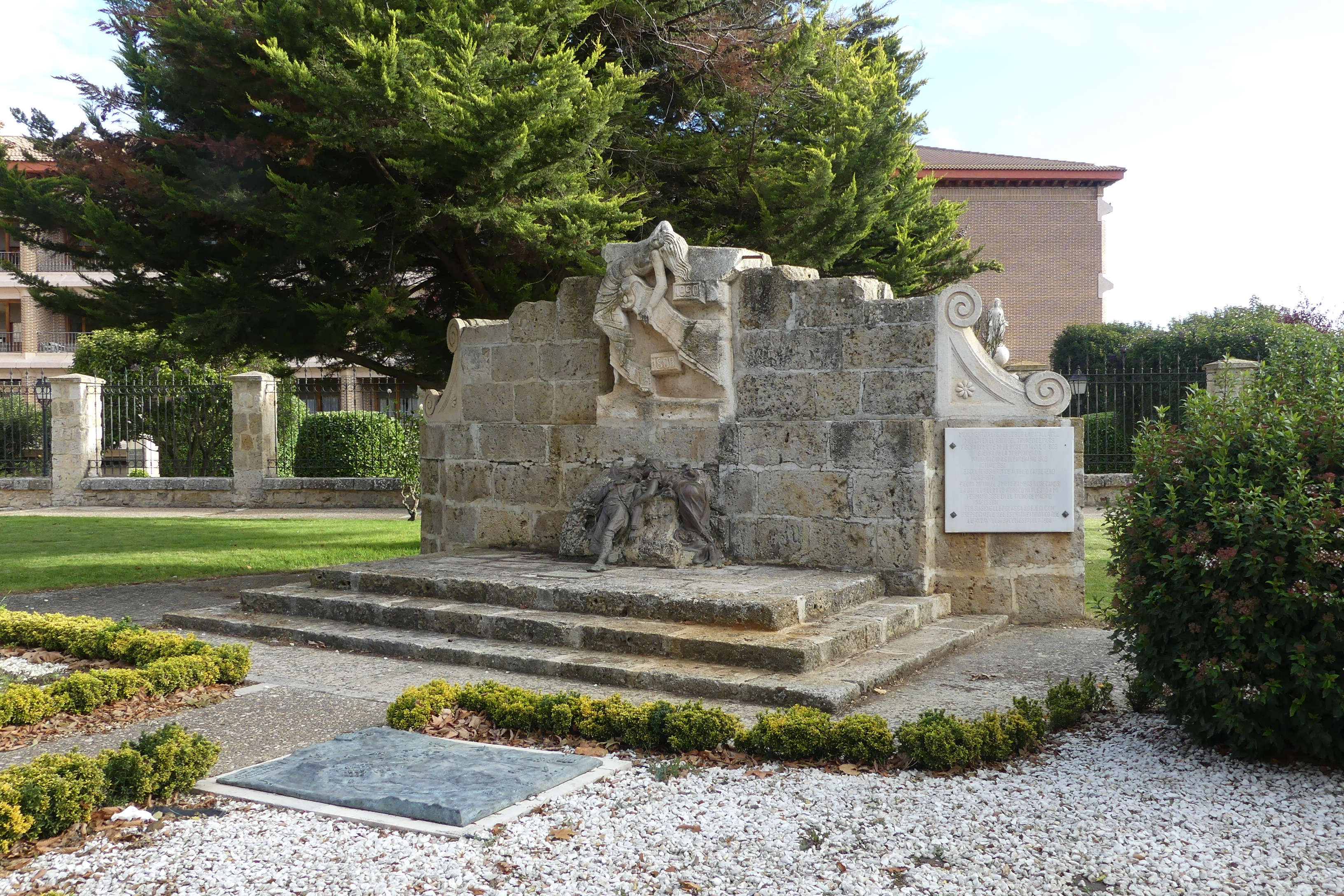
Monument in Medina de Rioseco voor de slag

Er lag een groot gat tussen het leger van Blake en dat van Cuesta. Tussen de twee Spaanse legers in stond het Franse leger gepositioneerd en Bessières zag de zwakte in van het Galicische leger onder leiding van Blake, diens flanken waren namelijk onbeschermd. Door kanonvuur werden de rangen van Blakes soldaten al flink uitgedund. Daarna liet Bessierès zijn legers in beweging komen en de cavalerie zorgde bijna voor de totale overwinning op de soldaten van Blake, die wist zich net op tijd te onttrekken van het strijdgewoel.
Ondertussen had Cuesta zijn soldaten opgedragen om in verschillende colonnes op te marcheren naar het Franse leger en daarmee de strijd te leveren. In gevecht met de Franse tirailleurs vielen veel Spaanse soldaten in het naastgelegen ravijn. Desondanks wisten de Spaanse soldaten enige progressie te boeken en enkele kanonnen tijdelijk buit te maken. Onderbevelhebber Pierre Merle wist het tij te keren voor de Fransen en liet de Spanjaarden op de vlucht slaan.

## Nasleep
Beide Spaanse generaals hadden nog net op tijd kunnen vluchten van het slagveld, maar ze hadden veel verliezen moet lijden. Met name het Galicische leger van Blake had veel geleden. Cuesta ging met zijn resterende leger naar Salamanca, terwijl Blake terugkeerde naar Galicië. Na de overwinning bij Medina wist Bessières enkele Castiliaanse steden te veroveren, waaronder León. Door deze veroveringen verkregen de Fransen een sterke machtsbasis in Castilië.